# 豪勋爵岛鸫
豪勋爵岛鸫（学名：Turdus poliocephalus vinitinctus），又名葡萄酒色鸫（vinous-tinted thrush），是澳大利亚豪勋爵岛特有及灭绝的一种岛鸫亚种。岛上的居民称它们为医生鸟（doctor bird）或黑乙鸟（ouzel）。

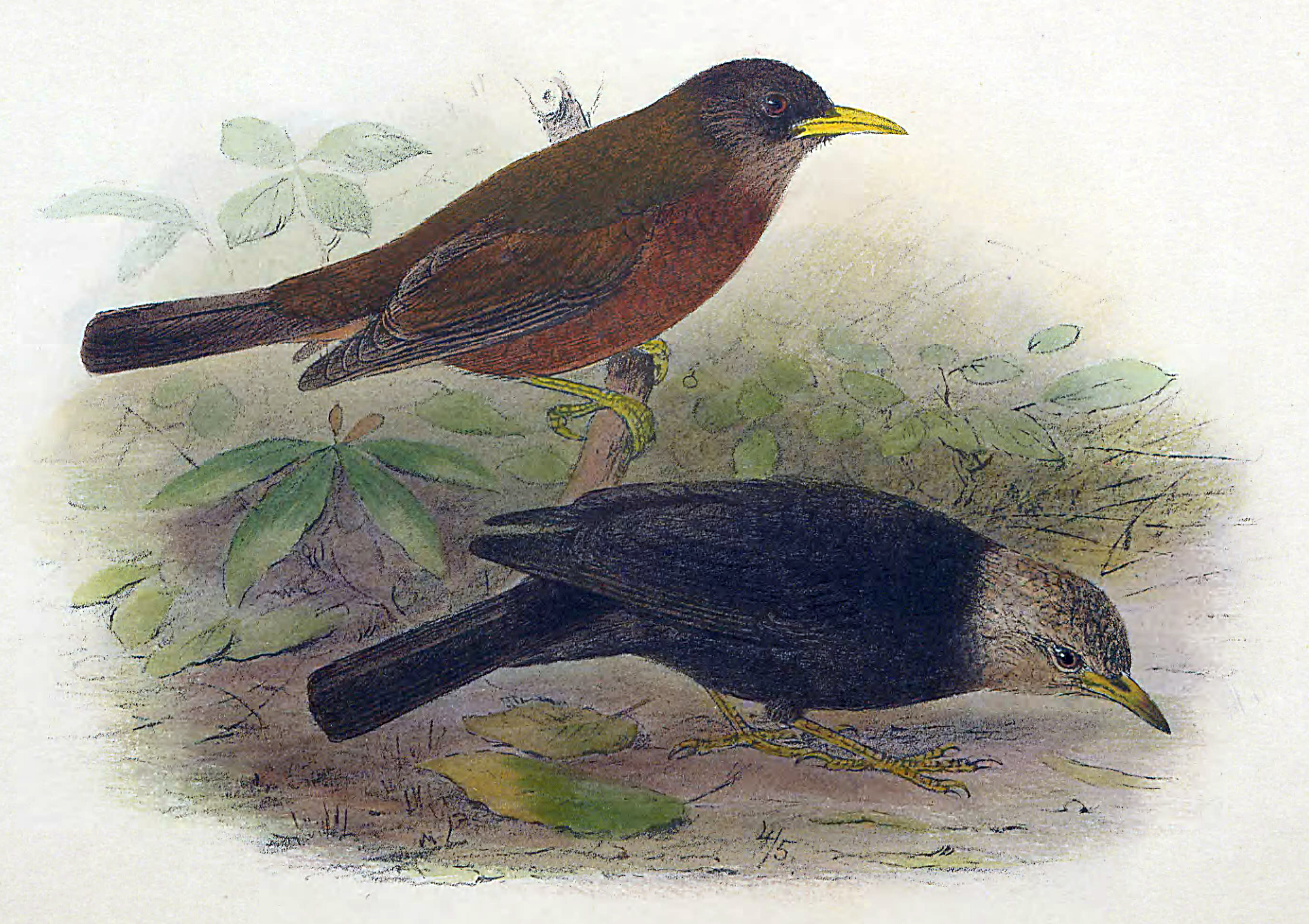
Henrik Gronvold绘制的豪勋爵岛鸫

豪勋爵岛鸫体长22.9厘米。它们的头是橄榄棕色的，上半身呈栗棕色，翅膀和尾部呈暗棕色，喉咙和颏部呈带有橄榄色调的暗棕色，下半身呈带有薰衣草色调的栗棕色。
1906年時，豪勋爵岛鸫仍很常见，但在1913年因为人类、猫、狗、山羊和野猪的干扰，它们数量开始下降。在1918年6月，当Makambo汽船在豪勋爵岛遭遇海难时，老鼠从船上逃出并开始在岛上泛滥。这种在地面筑巢的鸟类在六年内与岛上其他特有鸟类一并绝灭了。
豪勋爵岛鸫的標本現在於荷蘭萊頓的自然生物多樣性中心、英國特靈自然歷史博物館、柏林自然博物館、美國自然史博物館、史密森尼学会與澳洲博物館等地有展出。